# Zawisza Bydgoszcz (piłka nożna)
Stowarzyszenie Piłkarskie Zawisza – polski klub piłkarski z siedzibą w Bydgoszczy. Spadkobierca tradycji Wojskowego Klubu Sportowego Zawisza powstałego w 1946 roku. W czerwcu 2016 roku pierwszy zespół seniorów został zgłoszony przez SP Zawisza do udziału w rozgrywkach klasy B grupy Bydgoszcz III w sezonie 2016/2017. W sezonie 2020/2021 drużyna wywalczyła awans do III ligi (gr. II).

## Sukcesy
Krajowe
- Mistrzostwa Polski:
  - 4 miejsce (1x): 1990
- Puchar Polski
  -  Zdobywca (1x): 2013/14

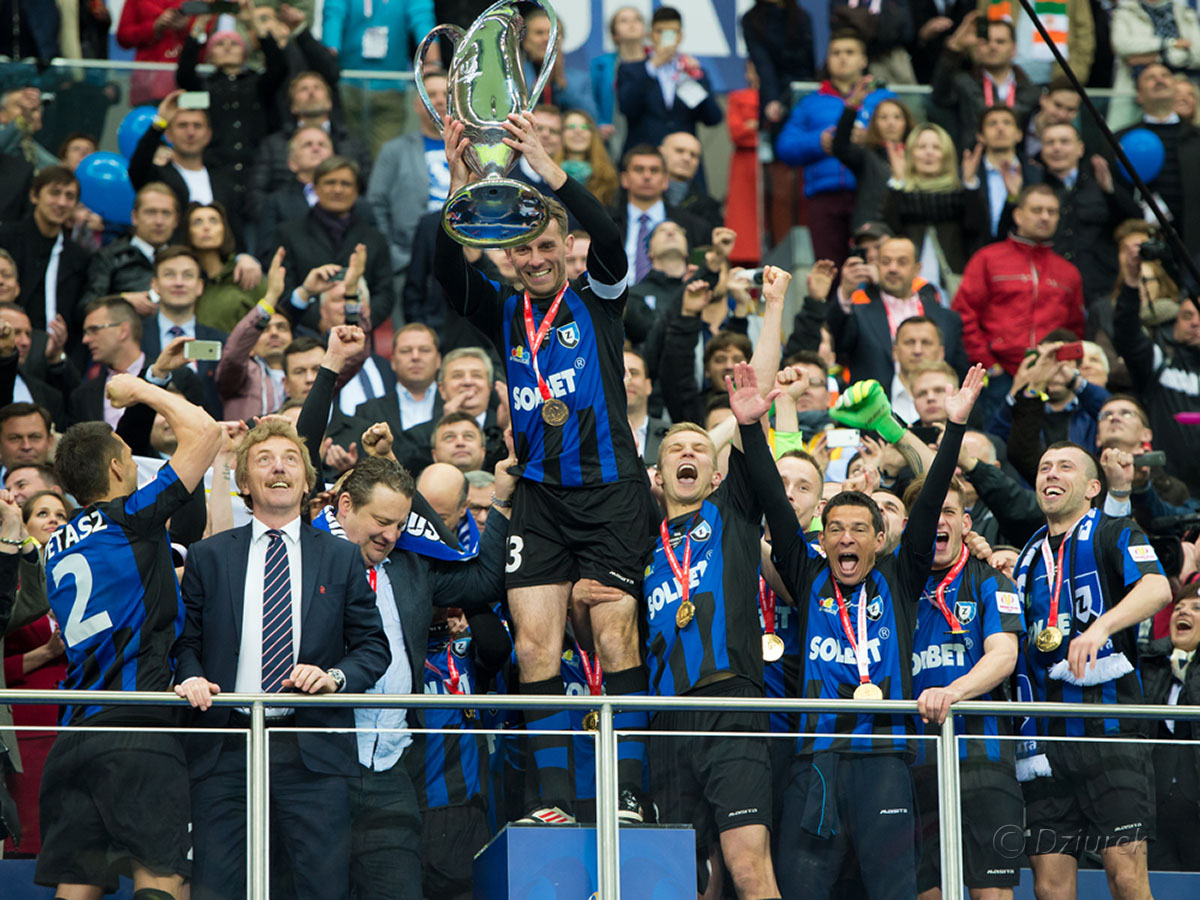
Finał Pucharu Polski w piłce nożnej w sezonie 2013/2014 (Zawisza Bydgoszcz – Zagłębie Lubin). Stadion Narodowy w Warszawie, 2 maja 2014.

- Regionalny Puchar Polski, Kujawsko-Pomorski ZPN
  -  Zdobywca (3x): 2021/22, 2022/23, 2024/25
  -  Finalista (3x): 2007/08, 2019/20, 2023/24
- Superpuchar Polski
  -  Zdobywca (1x): 2014
- Mistrzostwa I ligi
  -  Zdobywca (3x):: 1977, 1979, 2013

Międzynarodowe
• Puchar Intertoto – Faza grupowa (1x) 1993
• Liga Europy – II runda kwalifikacyjna (1x) 2014

Pozostałe
- Mistrzostwa Polski Juniorów U-19
  -  1 miejsce (1x): 1981
  -  2 miejsce (2x): 1958, 1986
  -  3 miejsce (2x): 1967, 1979
- Mistrzostwa Polski Juniorów U-17
  -  2 miejsce (1x): 2013
- Sukcesy Indywidualne
  - Pierwszoligowiec roku plebiscytu "Piłka Nożna": Adrian Błąd 2011
  - Odkrycie roku plebiscytu T-Mobile Ekstraklasy: Michał Masłowski 2014

## Historia

### Powstanie klubu
Losy Zawiszy, szczególnie w pierwszych latach istnienia są ściśle związane z Dowództwem Okręgu Wojskowego (DOW) nr II, któremu od 1945 roku kilkakrotnie zmieniano lokalizację (Bydgoszcz, Gdańsk, Koszalin i ponownie Bydgoszcz). Wojskowy Klub Sportowy Zawisza powstał w marcu 1946 roku w Koszalinie, bowiem tam wówczas miało siedzibę DOW nr II. Zebranie założycielskie odbyło się w Teatrze Domu Żołnierza. Pierwszym prezesem zarządu klubu został ppłk.  Marian Gutaker, a wiceprezesem do spraw organizacyjnych został ppłk. Stanisław Żwirski, przedwojenny oficer 61. Pułku Piechoty w Bydgoszczy. Klub przyjął wówczas nazwę Zawisza, pochodzącą od słynnego polskiego rycerza Zawiszy Czarnego z Garbowa. Powołano następujące sekcje: piłki nożnej, siatkówki, koszykówki, tenisa ziemnego, tenisa stołowego, sekcję strzelecką, lekkoatletyczną, motorową i pływacką. Historyczny, pierwszy mecz drużyna rozegrała z Bałtykiem Koszalin i wygrała 9:7 lub 8:7. Do końca 1946 roku klub rozgrywał tylko mecze towarzyskie. W kolejnych z nich WKS Zawisza zmierzył się m.in. z KS Sławno (obecna Sława), dwukrotnie remisując 2:2 i 1:1 oraz z KS Zryw Koszalin (potem przemianowany na Gwardię) zwyciężając 3:2. 17 sierpnia 1946 roku po dwóch golach Ciasia i jednym Osowskiego pokonał 3:2 (1:1) Stellę Gniezno.

### Przeprowadzka do Bydgoszczy
Po okresie stabilizacji organizacyjnej jesienią 1946 nastąpiły w Pomorskim Okręgu Wojskowym zasadnicze zmiany. Po zreformowaniu Łódzkiego OW znaczną jego część przejął Okręg Poznański, z którego wyłączono województwo pomorskie. Weszło ono ponownie w skład POW, a Bydgoszcz powtórnie wyznaczono na siedzibę dowództwa, które w grodzie nad Brdą ulokowało się 5 listopada 1946 roku.  WKS Zawisza funkcjonował w Bydgoszczy już w 1946 roku, a świadczy o tym m.in. artykuł pt. „Bydgoszcz otrzymała nareszcie halę sportową!”, zamieszczony w numerze 63 „Kuriera Sportowego” z 2 grudnia 1946 roku. Dowiadujemy się z niego, że długo oczekiwaną przez sportową Bydgoszcz halę wydzierżawi WKS Zawisza. To pierwsza wzmianka o – już bydgoskim – Zawiszy. Nowym sternikiem klubu został jeszcze w 1946 roku ppłk Stanisław Żwirski, wiceprezesem ds. organizacyjnych ppłk Jan Kryska, sekretarzem Maksymilian Krupiński, a skarbnikiem kpt. Wincenty Miś.  Kierownikiem klubu był ppor. Cezary Cielaszyk, jednocześnie zawodnik drużyny piłki nożnej. W 1947 roku klub został zgłoszony do rozgrywek klasy B. Dnia 6 kwietnia 1947 roku piłkarze zainaugurowali rozgrywki zwycięskim spotkaniem z rezerwami Gwiazdy Bydgoszcz, zakończonym wynikiem 8:2. Awans do klasy A udało się uzyskać w kolejnym sezonie. Zawisza w barażach pokonał zespoły Cuiavii Inowrocław, Zrywu Wąbrzeźno i Zrywu Włocławek.
W swoim pierwszym występie na A-klasowych boiskach Zawiszanie zmierzyli się 2 września 1948 roku w derbach z Polonią Bydgoszcz. Mecz zakończył się zwycięstwem niebiesko-czarnych 2:0. Pierwszy rok pobytu wśród czołowych zespołów Pomorza Zawisza zakończył na trzecim miejscu w tabeli, za Brdą Bydgoszcz, która uzyskała awans do II ligi oraz Gwardią Bydgoszcz. Rok później Zawiszanie zajęli drugie miejsce, ustępując tylko zespołowi bydgoskiej Gwardii.

### Puchar Intertoto 1993
Zawisza Bydgoszcz pierwszy epizod w europejskich pucharach zaliczył w Pucharze Intertoto 1993, czyli zanim od 1995 roku puchar ten stał się „eliminacją” do Pucharu UEFA.
Puchar Intertoto 1993 składał się z 8 grup po 5 zespołów. Zawisza trafił do Grupy 1 wraz z Brøndby IF (Dania), Halmstads BK (Szwecja), Jantra Gabrovo (Bułgaria) oraz Rapidem Wiedeń (Austria), gdzie po 4 meczach z 4 punktami zajął drugie miejsce.

#### Wyniki
| Rok  | Przeciwnik     | Wynik | Strzelcy bramek |
| ---- | -------------- | ----- | --- |
| 1993 | Rapid Wiedeń   | 1:1   | Jacek Kot (86 – karny) |
| 1993 | Halmstads BK   | 1:2   | Jurij Malejew (80) |
| 1993 | Brøndby IF     | 6:1   | Grzegorz Pawłuszek (7), Krzysztof Stefański (20), Sławomir Kempa (57) Dariusz Pasieka (66 – karny), Jacek Kot (80), Jurij Malejew (85) |
| 1993 | Jantra Gabrowo | 0:0   | – |

#### Tabela
|    | Drużyna           | Mecze | Zwycięstwa | Remisy | Porażki | Bilans bramkowy | Różnica | Punkty |
| -- | ----------------- | ----- | ---------- | ------ | ------- | --------------- | ------- | ------ |
| 1. | Rapid Wiedeń      | 4     | 3          | 1      | 0       | 14:4            | +10     | 7      |
| 2. | Zawisza Bydgoszcz | 4     | 1          | 2      | 1       | 8:4             | +4      | 4      |
| 3. | Halmstads BK      | 4     | 2          | 0      | 2       | 3:4             | –1      | 4      |
| 4. | Brøndby IF        | 4     | 2          | 0      | 2       | 11:15           | –4      | 4      |
| 5. | Jantra Gabrowo    | 4     | 0          | 1      | 3       | 4:13            | –9      | 1      |

### Liga Europy 2014/2015
Ponownie w europejskich pucharach Zawisza Bydgoszcz zagrał w sezonie 2014/2015. Zdobycie Pucharu Polski w sezonie 2013/2014 dało przepustkę do gry w II rundzie kwalifikacyjnej do rozgrywek Liga Europy 2014/2015.
Klub z Bydgoszczy trafił na belgijskie Zulte-Waregem. Lepszy w dwumeczu okazał się klub z Belgii.
Legenda do wszystkich tabel:
- Q – runda eliminacyjna, 1/16, 1/8, 1/4, 1/2 – odpowiednia faza rozgrywek, Grupa – runda grupowa, 1r gr – pierwsza runda grupowa, 2r gr – druga runda grupowa, F – finał, R – runda, PO – play-off
- k. – rzuty karne, los. – losowanie, Dogr. – dogrywka, w. – zasada bramek strzelonych na wyjeździe

| Sezon   | Rozgrywki   | Runda | Przeciwnik       | Dom | Wyjazd | Ogólnie |
| ------- | ----------- | ----- | ---------------- | --- | ------ | ------- |
| 2014/15 | Liga Europy | 2Q    | SV Zulte Waregem | 1–3 | 1–2    | 2–5     |

### Kalendarium SP Zawisza
- 12 marca 2003 – do rejestru sądowego zostało wpisane Stowarzyszenie Piłkarskie „Zawisza”.
- 30 czerwca 2003 – Stowarzyszenie Piłkarskie „Zawisza” i Wojskowy Klub Sportowy „Zawisza” podpisują porozumienie o współpracy w zakresie rozwoju piłki nożnej w Bydgoszczy. Na mocy tego porozumienia WKS „Zawisza” wyraził zgodę na zachowanie nazwy Zawisza oraz wykorzystywanie klubowego logo, co miało pozwolić na zachowanie długoletniej tradycji, popularności i dotychczasowych osiągnięć. Nadto WKS „Zawisza” przekazał Stowarzyszeniu zawodników seniorów oraz zawodników kończących wiek juniora i miejsce w rozgrywkach IV ligi seniorów.
- 11 marca 2005 – Zarząd Wojskowego Klubu Sportowego „Zawisza” podjął uchwałę nr 16 o rozwiązaniu Sekcji Piłki Nożnej WKS „Zawisza” i przekazaniu jej Stowarzyszeniu Piłkarskiemu „Zawisza”. W tym dniu zawarto porozumienie, na mocy którego Stowarzyszenie Piłkarskie „Zawisza” przejęło zawodników seniorów i wszystkich grup młodzieżowych oraz miejsce w rozgrywkach. Nadto WKS „Zawisza” wyraził zgodę na zachowanie przez Stowarzyszenie Piłkarskie nazwy „Zawisza” oraz wykorzystywanie klubowego logo, co pozwalać ma na zachowanie długoletniej tradycji, popularności i dotychczasowych osiągnięć oraz historii piłki nożnej. Z drugiej strony Stowarzyszanie Piłkarskie „Zawisza” na mocy tego porozumienia przejęło cały dorobek (tradycje piłkarskie zaczynające się od 1946 roku) stając się jedynym kontynuatorem i sukcesorem historii piłki nożnej WKS „Zawisza” Bydgoszcz.
- 4 lutego 2006 – kierownikiem drużyny został Piotr Rembowiecki.
- 12 kwietnia 2007 – trenerem zespołu został Piotr Tworek.
- 10 lipca 2007 – Prezesem Zarządu Zawiszy został Bogdan Pultyn.
- 18 czerwca 2008 – klub wywalczył awans do nowej, zreformowanej II ligi.
- 15 marca 2009 – Piotr Tworek przestał pełnić funkcję trenera.
- 27 marca 2009 – nowym trenerem zespołu został Mariusz Kuras.
- 1 lipca 2010 – nowym szkoleniowcem drużyny został Maciej Murawski.
- 11 kwietnia 2011 – dotychczasowego trenera zastąpił Adam Topolski.
- 12 czerwca 2011 – Zawisza awansował do I ligi.
- 22 czerwca 2011 – nowy właściciel klubu Radosław Osuch zatrudnił na trenera Janusza Kubota.
- 18 kwietnia 2012 – Janusz Kubot podał się do dymisji.
- 19 kwietnia 2012 – dotychczasowego trenera zastąpił Jurij Szatałow.
- 26 maja 2012 – Zawisza nie zdobył awansu do T-Mobile Ekstraklasy, przegrywając w decydującym meczu z Piastem Gliwice 0:3.
- 26 kwietnia 2013 – właściciel klubu rozwiązał umowę z trenerem Jurijem Szatałowem, za porozumieniem stron[7].
- 27 kwietnia 2013 – nowym trenerem Zawiszy został Ryszard Tarasiewicz[8].
- 8 czerwca 2013 – Zawisza zdobył awans do Ekstraklasy po 19 latach gry w niższych ligach.
- 2 maja 2014 – Zawisza zdobył swój pierwszy w historii klubu Puchar Polski wygrywając w finale z Zagłębiem Lubin po serii rzutów karnych (6:5). Mecz odbywał się na Stadionie Narodowym w Warszawie, na którego trybunach zasiadło 37 120 kibiców[9].
- 3 czerwca 2014 – Ryszard Tarasiewicz nie przedłużył kontaktu z Zawiszą i 30 czerwca rozstał się z klubem.
- 9 lipca 2014 – Zawisza zdobył swój pierwszy w historii klubu Superpuchar Polski wygrywając z Legią Warszawa 3:2. Mecz odbył się na Stadionie Wojska Polskiego w Warszawie, na którego trybunach zasiadło 11 826 kibiców[10]
- 9 czerwca 2016 – Komisja Licencyjna PZPN nie przyznała Zawiszy licencji na rozgrywki pierwszoligowe, a następnie drugoligowe i klub został zdegradowany z I Ligi do B-Klasy Grupa Bydgoszcz III (najniższa liga w Województwie Kujawsko-Pomorskim)

## Sezon po sezonie

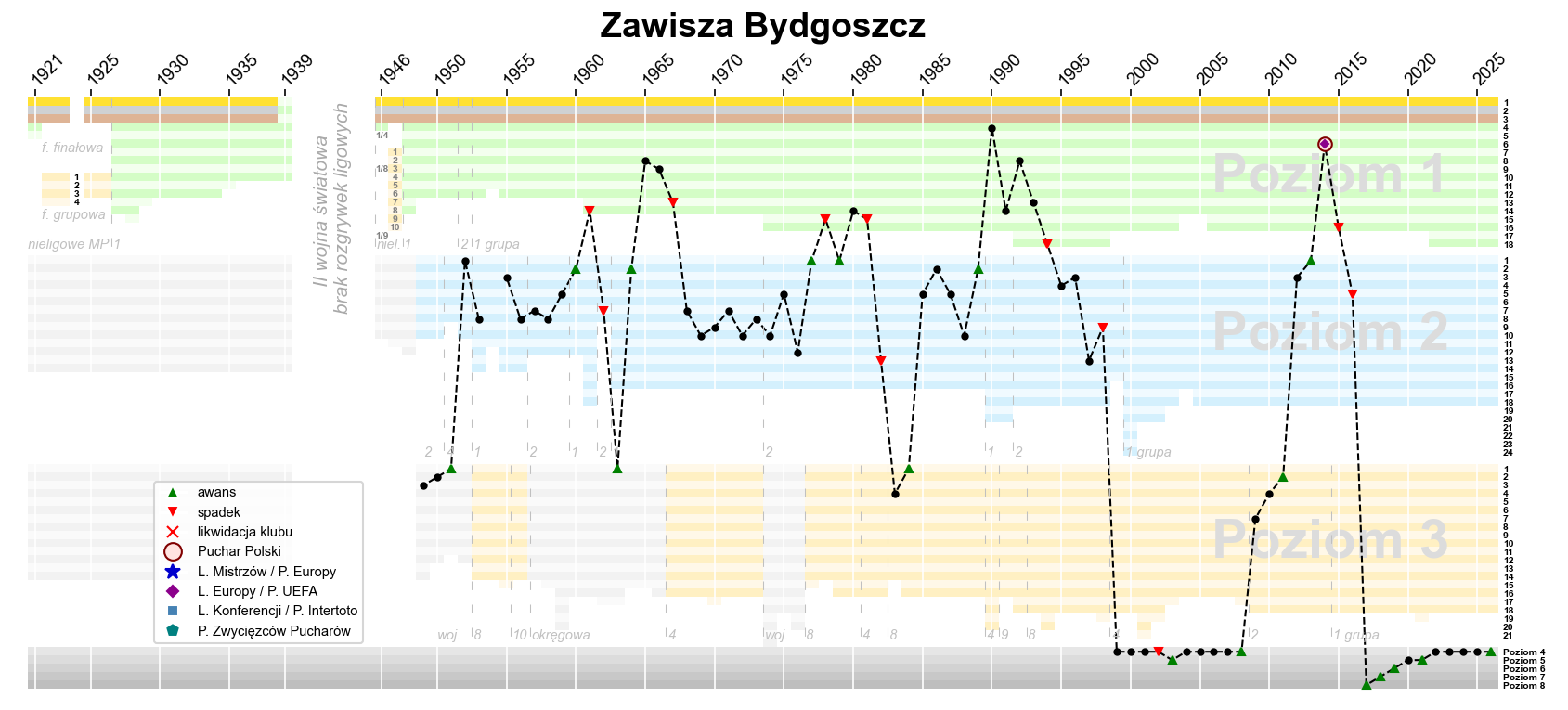
Historia występów Zawiszy Bydgoszcz w rozgrywkach ligowych

| Sezon     | Liga | Liga           | Miejsce | Mecze | Z  | R  | P  | Bramki  | Pkt | ↑↓ |
| --------- | ---- | -------------- | ------- | ----- | -- | -- | -- | ------- | --- | -- |
| 1952      | II   | II liga        | 1       | 18    | 12 | 3  | 3  | 41 – 18 | 27  |    |
| 1953      | II   | II liga        | 8       | 26    | 7  | 10 | 9  | 32 – 33 | 24  |    |
| 1955      | II   | II liga        | 3       | 26    | 13 | 8  | 5  | 44 – 25 | 34  |    |
| 1956      | II   | II liga        | 8       | 26    | 7  | 10 | 9  | 28 – 28 | 24  |    |
| 1957      | II   | II liga        | 7       | 22    | 10 | 2  | 10 | 31 – 30 | 22  |    |
| 1958      | II   | II liga        | 8       | 22    | 7  | 5  | 10 | 35 – 38 | 19  |    |
| 1959      | II   | II liga        | 5       | 22    | 12 | 1  | 9  | 49 – 21 | 25  |    |
| 1960      | II   | II liga        | 2       | 22    | 13 | 8  | 1  | 42 – 8  | 34  | ↑  |
| 1961      | I    | I liga         | 14      | 26    | 3  | 4  | 19 | 18 – 64 | 10  | ↓  |
| 1962      | II   | II liga        | 7       | 14    | 2  | 6  | 6  | 11 – 22 | 10  | ↓  |
| 1962/1963 | III  | Klasa okręgowa | 1       | 8     | 7  | 0  | 1  | 31 – 4  | 14  | ↑  |
| 1963/1964 | II   | II liga        | 2       | 30    | 17 | 6  | 7  | 41 – 27 | 40  | ↑  |
| 1964/1965 | I    | I liga         | 8       | 26    | 9  | 6  | 11 | 34 – 41 | 24  |    |
| 1965/1966 | I    | I liga         | 9       | 26    | 10 | 4  | 12 | 30 – 35 | 24  |    |
| 1966/1967 | I    | I liga         | 13      | 26    | 6  | 7  | 13 | 20 – 35 | 19  | ↓  |
| 1967/1968 | II   | II liga        | 7       | 30    | 13 | 4  | 13 | 39 – 38 | 30  |    |
| 1968/1969 | II   | II liga        | 10      | 30    | 9  | 10 | 11 | 26 – 25 | 28  |    |
| 1969/1970 | II   | II liga        | 9       | 30    | 7  | 14 | 9  | 20 – 26 | 28  |    |
| 1970/1971 | II   | II liga        | 7       | 30    | 13 | 6  | 11 | 23 – 20 | 32  |    |
| 1971/1972 | II   | II liga        | 10      | 30    | 9  | 11 | 10 | 28 – 31 | 29  |    |
| 1972/1973 | II   | II liga        | 8       | 30    | 9  | 11 | 10 | 26 – 31 | 29  |    |
| 1973/1974 | II   | II liga        | 10      | 30    | 8  | 11 | 11 | 24 – 27 | 27  |    |
| 1974/1975 | II   | II liga        | 5       | 30    | 13 | 8  | 9  | 42 – 31 | 34  |    |
| 1975/1976 | II   | II liga        | 13      | 30    | 11 | 6  | 13 | 30 – 33 | 28  |    |
| 1976/1977 | II   | II liga        | 1       | 30    | 14 | 13 | 3  | 38 – 16 | 41  | ↑  |
| 1977/1978 | I    | I liga         | 15      | 30    | 11 | 5  | 14 | 29 – 32 | 27  | ↓  |
| 1978/1979 | II   | II liga        | 1       | 30    | 17 | 8  | 5  | 44 – 18 | 42  | ↑  |
| 1979/1980 | I    | I liga         | 14      | 30    | 8  | 8  | 14 | 35 – 52 | 24  |    |
| 1980/1981 | I    | I liga         | 15      | 30    | 9  | 5  | 16 | 25 – 43 | 23  | ↓  |
| 1981/1982 | II   | II liga        | 13      | 30    | 9  | 10 | 11 | 28 – 32 | 28  | ↓  |
| 1982/1983 | III  | III liga       | 4       | 26    | 12 | 7  | 7  | 39 – 26 | 31  |    |
| 1983/1984 | III  | III liga       | 1       | 26    | 21 | 3  | 2  | 52 – 11 | 45  | ↑  |
| 1984/1985 | II   | II liga        | 5       | 30    | 12 | 11 | 7  | 41 – 29 | 35  |    |
| 1985/1986 | II   | II liga        | 2       | 30    | 12 | 10 | 8  | 44 – 33 | 34  |    |
| 1986/1987 | II   | II liga        | 5       | 30    | 12 | 12 | 6  | 42 – 35 | 37  |    |
| 1987/1988 | II   | II liga        | 10      | 30    | 10 | 7  | 13 | 34 – 29 | 30  |    |
| 1988/1989 | II   | II liga        | 2       | 30    | 14 | 14 | 2  | 47 – 20 | 45  | ↑  |
| 1989/1990 | I    | I liga         | 4       | 30    | 13 | 7  | 10 | 36 – 25 | 37  |    |
| 1990/1991 | I    | I liga         | 14      | 30    | 8  | 7  | 15 | 27 – 41 | 23  |    |
| 1991/1992 | I    | I liga         | 8       | 34    | 11 | 12 | 11 | 43 – 42 | 34  |    |
| 1992/1993 | I    | I liga         | 13      | 34    | 12 | 6  | 16 | 41 – 60 | 30  |    |
| 1993/1994 | I    | I liga         | 18      | 34    | 4  | 9  | 21 | 30 – 70 | 17  | ↓  |
| 1994/1995 | II   | II liga        | 4       | 34    | 17 | 9  | 8  | 48 – 30 | 43  |    |
| 1995/1996 | II   | II liga        | 3       | 34    | 17 | 8  | 9  | 47 – 35 | 59  |    |
| 1996/1997 | II   | II liga        | 13      | 34    | 11 | 9  | 14 | 37 – 38 | 42  |    |
| 1997/1998 | II   | II liga        | 9       | 32    | 10 | 11 | 11 | 39 – 44 | 41  | ↓  |
| 1998/1999 | IV   | IV liga        | 6       | 30    | 14 | 6  | 10 | 54 – 29 | 48  |    |
| 1999/2000 | IV   | IV liga        | 2       | 30    | 18 | 8  | 4  | 65 – 20 | 62  |    |
| 2000/2001 | IV   | IV liga        | 14      | 34    | 8  | 10 | 16 | 30 – 46 | 34  |    |
| 2001/2002 | IV   | IV liga        | 14      | 34    | 13 | 6  | 15 | 54 – 61 | 45  | ↓  |
| 2002/2003 | V    | V liga         | 1       | 30    | 21 | 5  | 4  | 70 – 17 | 68  | ↑  |
| 2003/2004 | IV   | IV liga        | 2       | 30    | 19 | 4  | 7  | 64 – 33 | 61  |    |
| 2004/2005 | IV   | IV liga        | 10      | 30    | 12 | 3  | 15 | 54 – 48 | 39  |    |
| 2005/2006 | IV   | IV liga        | 4       | 30    | 17 | 6  | 7  | 50 – 24 | 51  |    |
| 2006/2007 | IV   | IV liga        | 8       | 30    | 12 | 7  | 11 | 41 – 26 | 43  |    |
| 2007/2008 | IV   | IV liga        | 1       | 30    | 21 | 8  | 1  | 76 – 13 | 71  | ↑  |
| 2008/2009 | III  | II liga        | 7       | 34    | 14 | 9  | 11 | 47 – 43 | 51  |    |
| 2009/2010 | III  | II liga        | 4       | 34    | 16 | 11 | 7  | 54 – 30 | 59  |    |
| 2010/2011 | III  | II liga        | 2       | 34    | 18 | 12 | 4  | 56 – 24 | 66  | ↑  |
| 2011/2012 | II   | I liga         | 3       | 34    | 16 | 11 | 7  | 47 – 39 | 59  |    |
| 2012/2013 | II   | I liga         | 1       | 34    | 19 | 9  | 6  | 69 – 26 | 66  | ↑  |
| 2013/2014 | I    | Ekstraklasa    | 6       | 30    | 11 | 9  | 10 | 43 – 37 | 42  | Z  |
| 2014/2015 | I    | Ekstraklasa    | 16      | 30    | 8  | 5  | 17 | 32 – 52 | 29  | ↓  |
| 2015/2016 | II   | I liga         | 5       | 34    | 15 | 7  | 12 | 57 – 51 | 52  | ↓  |
| 2016/2017 | VIII | Klasa B        | 1       | 20    | 19 | 0  | 1  | 83 – 17 | 57  | ↑  |
| 2017/2018 | VII  | Klasa A        | 1       | 23    | 20 | 2  | 1  | 78 – 8  | 63  | ↑  |
| 2018/2019 | VI   | Klasa okręgowa | 1       | 28    | 24 | 1  | 3  | 82 – 19 | 73  | ↑  |
| 2019/2020 | V    | IV liga        | 13      | 17    | 6  | 3  | 8  | 29 – 23 | 21  |    |
| 2020/2021 | V    | IV liga        | 1       | 30    | 21 | 7  | 2  | 87 – 29 | 70  | ↑  |
| 2021/2022 | IV   | III liga       | 8       | 34    | 14 | 8  | 12 | 57 – 51 | 50  |    |
| 2022/2023 | IV   | III liga       | 4       | 34    | 19 | 5  | 10 | 69 – 45 | 62  |    |
| 2023/2024 | IV   | III liga       | 4       | 34    | 17 | 7  | 10 | 73 – 38 | 58  |    |
| 2024/2025 | IV   | III liga       | 3       | 34    | 17 | 8  | 9  | 65 – 41 | 59  |    |
| Rok       | Liga | Liga           | Miejsce | Mecze | Z  | R  | P  | Bramki  | Pkt | ↑↓ |

| Oznaczenie kolorami | Liczba sezonów |
| ------------------- | -------------- |
| I poziom ligowy     | 14             |
| II poziom ligowy    | 34             |
| III poziom ligowy   | 6              |
| IV poziom ligowy    | 12             |
| V poziom ligowy     | 3              |
| VI poziom ligowy    | 1              |
| VII poziom ligowy   | 1              |
| VIII poziom ligowy  | 1              |

## Trenerzy
- nieznany (1946-57)
- Antoni Brzeżańczyk (1 lipca 1957 – 30 czerwca 1958)
- nieznany (1958-63)
- Edward Brzozowski (1963–64)
- nieznany (1964-71)
- Bronisław Waligóra (1. kadencja, 1971–72)
- nieznany (1972-74)
- Bronisław Waligóra (2. kadencja, 1974–75)
- nieznany (1975-78)
- Wojciech Łazarek (1 lipca 1978–79)
- nieznany (1979-88)
- Władysław Stachurski (1 kwietnia 1988 – 30 czerwca 1990)
- nieznany (1990-91)
- Adam Topolski (1. kadencja, 1 maja 1991 – 30 czerwca 1992)
- Leszek Jezierski (1992)
- nieznany (1992-93)
- Bogusław Kaczmarek (1 lipca 1993 – 31 grudnia 1993)
- nieznany (1993-95)
- Bronisław Waligóra (3. kadencja, 1995–96)
- Zbigniew Franiak (1 lipca 1996 – 1 kwietnia 1997)
- nieznany (1997-2007)
- Ryszard Łukasik (10 lutego 2007 – 11 kwietnia 2007)
- Piotr Tworek (11 kwietnia 2007 – 14 marca 2009)
- Mariusz Kuras (29 marca 2009 – 30 czerwca 2010)
- Maciej Murawski (1 lipca 2010 – 9 kwietnia 2011)
- Adam Topolski (2. kadencja, 14 kwietnia 2011 – 22 czerwca 2011)
- Janusz Kubot (22 czerwca 2011 – 18 kwietnia 2012)
- Jurij Szatałow (19 kwietnia 2012 – 26 kwietnia 2013)
- Ryszard Tarasiewicz (27 kwietnia 2013 – 17 czerwca 2014)
- Jorge Paixão (24 czerwca 2014 – 30 sierpnia 2014)
- Mariusz Rumak (1 września 2014 – 8 września 2015)
- Maciej Bartoszek (1 października 2015 – 7 stycznia 2016)
- Zbigniew Smółka (8 stycznia 2016 – 12 czerwca 2016)
- Patryk Zarosa i Dawid Niezbecki (2016)
- Patryk Zarosa (2016 – 30 czerwca 2017)
- Jacek Łukomski (1 lipca 2017 – 2019?)
- Przemysław Dachtera (2019 – 2021)
- Piotr Kołc (19 stycznia 2021 – 30 czerwca 2024)
- Adrian Stawski (1 lipca 2024 - obecnie)

## Kadra trenerska
Stan na 1 maja 2021
| Funkcja                          | Imię i nazwisko                                  |
| -------------------------------- | ------------------------------------------------ |
| Dyrektor ds. rozwoju i szkolenia | Maciej Megger                                    |
| Psycholog                        | Edyta Faleńczyk                                  |
| Seniorzy                         | Piotr Kołc                                       |
| Junior A1                        | Paweł Kawalec                                    |
| Junior B1                        | Paweł Styła                                      |
| Junior B2                        | Artur Cielasiński                                |
| Trampkarz C1                     | Radosław Sobociński                              |
| Trampkarz C2                     | Maciej Megger                                    |
| Młodzik D1                       | Radosław Kliszewski, Patryk Piechocki (asystent) |
| Młodzik D2                       | Przemysław Marchwant                             |
| Orlik E1                         | Jakub Smardzewski                                |
| Orlik E2                         | Łukasz Wojciechowski                             |
| Żak F1                           | Dawid Deresiewicz                                |
| Żak F2                           | Artur Czajkowski                                 |
| Skrzat G1                        | Korneliusz Sochań                                |
| Skrzat G2                        | Wojciech Mielcarek                               |
| Trener bramkarzy                 | Maciej Kowalski                                  |
| Przygotowanie motoryczne         | Edyta Linowiecka                                 |

## Sztab szkoleniowy
Stan na 1 maja 2021
| Funkcja           | Imię i nazwisko  |
| ----------------- | ---------------- |
| Trener            | Piotr Kołc       |
| Asystent          | Paweł Kawalec    |
| Kierownik drużyny | Krzysztof Jóźwik |
| Fizjoterapeuta    | Maciej Stypa     |
| Trener bramkarzy  | Maciej Kowalski  |

## Zawodnicy

### Obecny skład
Stan na 1 maja 2021
| Nr | Poz. | Piłkarz                 |
| -- | ---- | ----------------------- |
| 1  | BR   | Michał Oczkowski        |
| 46 | BR   | Jakub Karbowskii        |
| 19 | BR   | Jan Stypczyński         |
| 4  | OB   | Ariel Jastrzembski      |
| 5  | OB   | Cyprian Maciejewski     |
| 7  | OB   | Dawid Deresiewicz       |
| 20 | OB   | Jakub Witucki (kapitan) |
| 21 | OB   | Bartosz Stoppel         |
| 22 | OB   | Natan Zniszczol         |
| 27 | OB   | Kamil Czyżniewski       |
| 15 | OB   | Mateusz Oczkowski       |

| Nr | Poz. | Piłkarz            |
| -- | ---- | ------------------ |
| 3  | PO   | Medard Dahms       |
| 6  | PO   | Jakub Nowak        |
| 8  | PO   | Korneliusz Sochań  |
| 10 | PO   | Wojciech Mielcarek |
| 13 | PO   | Adrian Brzeziński  |
| 15 | PO   | Tomasz Prejs       |
| 17 | PO   | Rafał Piekuś       |
| 71 | PO   | Oskar Fürst        |
| 77 | PO   | Jay Jaskólski      |
| 97 | PO   | Patryk Kozłowski   |
| 9  | NA   | Kamil Żylski       |
| 11 | NA   | Tomasz Żyliński    |
| 23 | NA   | Enriko Witczak     |

### Piłkarze na wypożyczeniu
| Nr | Poz. | Piłkarz                                                           |
| -- | ---- | ----------------------------------------------------------------- |
|    | PO   | Jakub Hoffmann (w BKS Bydgoszcz do 30 czerwca 2021)               |
|    | OB   | Maciej Falkowski (w Victoria Koronowo do 30 czerwca 2021)         |
|    | OB   | Miłosz Walczak (w Pol-Osteg Pomorzanin Serock do 30 czerwca 2021) |
|    | NA   | Patryk Straszewski (w Dąb Barcin do 30 czerwca 2021)              |
|    | BR   | Maksym Tymchenko (w KS Brzoza do 30 czerwca 2021)                 |
|    | NA   | Oskar Ignatowski (w KS Brzoza do 30 czerwca 2021)                 |

### Reprezentanci kraju grający w klubie
Opracowano na podstawie materiału źródłowego.
- Jarosław Nowicki
- Stefan Majewski
- Andrzej Milczarski
- Piotr Nowak
- Mirosław Rzepa
- Jurij Malejew
- Michał Masłowski
- Igor Lewczuk
- Iwan Majeuski
- Marek Rzepka
- Arkadiusz Onyszko
- Valentin Dah
- Zbigniew Boniek
- Henryk Miłoszewicz
- Jan Gawroński
- Jan Benigier
- Jacek Bobrowicz
- Krzysztof Adamczyk
- Jan Erlich
- Sławomir Wojciechowski
- Paweł Kryszałowicz
- Wojciech Łobodziński
- Vahan Gevorgyan
- Bojan Pejkow
- Piotr Kuklis
- Jacek Góralski